# Hymenophyllaceae
Hymenophyllaceae är en ormbunksfamilj som omfattar två huvudsakligen tropiska släkten; Hymenophyllum och Trichomanes, med omkring 100 arter i varje.
Hymenophyllaceae är mossliknande, späda örter, som ofta växer epifytiskt i fuktiga skogar och bergstrakter. På norska västkusten för kommer här och där på fuktiga mossbevuxna klippor en art, Hinnbräken (Hymenophyllum wilsonii).